# الحميدية (الدقهلية)
قرية الحميدية هي إحدى القرى التابعة لمركز منية النصر في محافظة الدقهلية في جمهورية مصر العربية. حسب إحصاءات سنة 2006، بلغ إجمالي السكان في الحميدية 2406 نسمة، منهم 1156 رجل و1250 امرأة.